# La Wally (film)
La Wally è un film del 1932 diretto da Guido Brignone.
Il film riscosse molto successo e consacrò la protagonista Germana Paolieri a stella del cinema italiano dei primi anni trenta.

## Trama
Film musicale basato sull'opera lirica omonima di Alfredo Catalani.
Wally è una ragazza tirolese virtuosa. Ama Hagenbach ma quando lui la bacia forzatamente offesa fugge dal paese e sale verso la montagna. Il ragazzo la insegue con l'intenzione di chiedere perdono ma viene travolto da una valanga. Anche la ragazza morirà.

## Distribuzione
Ha ottenuto il visto censura n. 26990 il 31 dicembre 1931. Fu distribuito nelle sale nel gennaio 1932.

## Critica
(Mario Gromo)